# Gran Premio Somma
El Gran Premio Somma es una competición ciclista italiana de un solo día que se disputa en los alrededores de Somma Lombardo, a la Lombardía. Creado al 1957, está reservada a ciclistas menores de 23 años y a amateurs.

## Palmarés
| Año  | Ganador                | Segundo            | Tercero            |
| ---- | ---------------------- | ------------------ | ------------------ |
| 1957 | Gabriele Scappini      |                    |                    |
| 1958 | Giovanni Bettinelli    |                    |                    |
| 1959 | Sergio Incerti         |                    |                    |
| 1960 | Augusto Marcaletti     |                    |                    |
| 1961 | Alfio Cremona          |                    |                    |
| 1962 | Raffaele Marcoli       |                    |                    |
| 1963 | Alfio Cremona          |                    |                    |
| 1964 | Francesco Plebani      |                    |                    |
| 1965 | Vladimiro Panazzi      |                    |                    |
| 1966 | Vladimiro Panazzi      |                    |                    |
| 1967 | Vladimiro Panazzi      |                    |                    |
| 1968 | Alfredo Chinetti       |                    |                    |
| 1969 | Arnaldo Caverzasi      |                    |                    |
| 1970 | Emmanuele Bergamo      |                    |                    |
| 1971 | Enrico Camanini        |                    |                    |
| 1972 | Pietro Ettore Mingardi |                    |                    |
| 1973 | Alberto Meroni         |                    |                    |
| 1974 | Giovanni Mantovani     |                    |                    |
| 1975 | Flavio Morelli         |                    |                    |
| 1976 | Ignazio Paleari        |                    |                    |
| 1977 | Flavio Morelli         |                    |                    |
| 1978 | Maurizio Orlandi       |                    |                    |
| 1979 | Guido Bontempi         |                    |                    |
| 1980 | Manrico Ronchiato      |                    |                    |
| 1981 | Remo Cugole            |                    |                    |
| 1982 | Nicola Vanin           |                    |                    |
| 1983 | Claudio Chiappucci     |                    |                    |
| 1984 | Enrico Pezzetti        |                    |                    |
| 1985 | Marco Saligari         |                    |                    |
| 1986 | Danilo Gioia           |                    |                    |
| 1987 | Massimo Brunelli       |                    |                    |
| 1988 | Stefano Zanini         |                    |                    |
| 1989 | Giuseppe Citterio      |                    |                    |
| 1990 | Mario Manzoni          |                    |                    |
| 1991 | Marco Artunghi         |                    |                    |
| 1992 | Enrico Pezzetti        |                    |                    |
| 1993 | Roberto Pistore        |                    |                    |
| 1994 | Siro Grosso            |                    |                    |
| 1995 | Davide Sacchetti       |                    |                    |
| 1996 | Carlo Marino Bianchi   |                    |                    |
| 1997 | Alfredo Colombo        |                    |                    |
| 1998 | Andrea Tonti           |                    |                    |
| 1999 | Stefano Guerrini       |                    |                    |
| 2000 | Luca Barattero         |                    |                    |
| 2001 | Luca Barattero         |                    |                    |
| 2002 | Paride Grillo          |                    |                    |
| 2003 | Giairo Ermeti          |                    |                    |
| 2004 | Denis Shkarpeta        |                    |                    |
| 2005 | Antonio Bucciero       | Alex Broggi        | Diego Caccia       |
| 2006 | Paolo Tomaselli        | Manuel Belletti    | Enrico Rossi       |
| 2007 | Giuseppe De Maria      | Pierpaolo De Negri | Manuel Belletti    |
| 2008 | Pierpaolo De Negri     | Fausto Fognini     | Emanuele Moschen   |
| 2009 | Oleksandr Polivoda     | Emiliano Betti     | Luca Dodi          |
| 2010 | Moreno Moser           | Mirko Nosotti      | Eugenio Alafaci    |
| 2011 | Christian Delle Stelle | Nicola Ruffoni     | Massimo Graziato   |
| 2012 | Oleksandr Polivoda     | Davide Orrico      | Luca Chirico       |
| 2013 | Diego Brasi            | Mirco Maestri      | Alessandro Pettiti |
| 2014 | Michael Bresciani      | Simone Consonni    | Jakub Mareczko     |
| 2015 | Marco Maronese         | Seid Lizde         | Gianmarco Begnoni  |
| 2016 | Michael Bresciani      | Matteo Moschetti   | Marco Maronese     |
| 2017 | Filippo Rocchetti      | Andrea Toniatti    | Jalel Duranti      |
| 2018 | Umberto Marengo        | Samuele Zambelli   | Nicolò Rocchi      |
| 2019 | Filippo Tagliani       | Riccardo Verza     | Leonardo Marchiori |

## Palmarés por países
| País       | Victorias |
| ---------- | --------- |
| Italia     | 60        |
| Ucrania    | 2         |
| Uzbekistán | 1         |